# Life on Mars
Life on Mars er en britisk tv-serie skabt af Matthew Graham, Tony Jordan og Ashley Pharoah. Serien debuterede på BBC One den 9. januar 2006 og sidste afsnit blev vist 10. april 2007. En amerikansk version af serien havde premiere i oktober 2008, men serien stoppede efter kun en sæson af 16 afsnit.
I februar 2008 begyndte efterfølgeren Ashes to Ashes på BBC One.

## Handling
Life On Mars fortæller historien om DCI (Detective Chief Inspector) Sam Tyler, som efter et biluheld i 2006 pludselig vågner op 1973 – er han skør, i koma eller rejst tilbage i tiden?  I 1973 arbejder han for Manchester og Salford politi som DI under DCI Gene Hunt, i en tid hvor politiets metoder er meget anderledes end de nutidens, mens han prøver at komme tilbage til sin egen tid.

## Personer

### Sam Tyler
Hovedpersonen, spillet af John Simm. 

### Annie Cartwright
Kvindelig politibetjent, første WDC hos Machester og Salford politi. Spillet af Liz White

### DCI Gene Hunt
Leder af Manchester og Salford politis A division. En politisk ukorrekt chauvinist, som ikke har nogle moralske kvaler med at bruge vold for at få sin vilje, men han har respekt for folkene der arbejder under ham. Hans forhold til Sam Tyler kan bedst beskrives som et kærligheds/had forhold, og de har begge en modvillig respekt for hinandens arbejdsmetoder. Er med i både "Life on Mars" og "Ashes to Ashes", og bliver spiller af Philip Glenister

### Ray Carling
DS Ray Carling bliver spillet af Dean Andrews. Han havde oprindeligt søgt om stillingen som DI men blev overset til fordel for Sam, og derfor var deres forhold gennem hele serien ret anspændt. Medvirker både i "Life on Mars" og "Ashes to Ashes".

### Chris Skelton
Har ranken DC, og respekterer modsat Ray Carling Sam og hans metoder – dog er han ofte splittet mellem sin loyalitet til Gene og Sam. Er spillet af Marshall Lancaster og er med i både "Life on Mars" og "Ashes to Ashes".